# Ànnia (dona de Cinna)
Ànnia (en llatí Annia) va ser la dona de Lluci Corneli Cinna. Pertanyia a la gens Ànnia, una família romana plebea de notable antiguitat.
Quan va morir Cinna després del seu quart consolat, l'any 84 aC, Ànnia es va casar altra vegada amb Marc Pupi Pisó, de la gens Calpúrnia (Marcus Pupius Piso Calpurnius) però Sul·la va obligar a aquest a divorciar-se degut a l'anterior connexió de la dona amb el seu enemic Cinna.